# Maria Magdalena (Niederbergstraße)

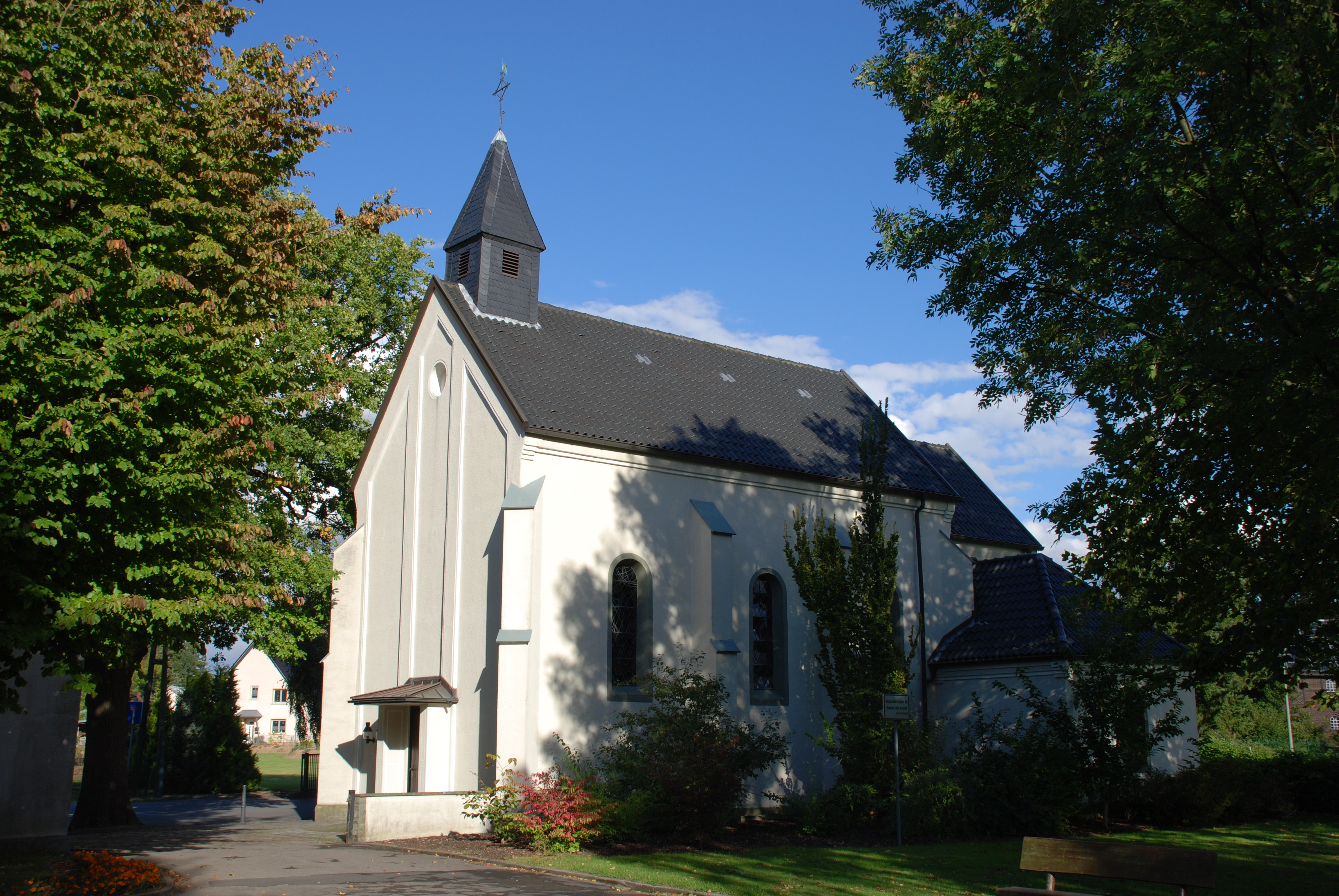
Kapelle Maria Magdalena

Die katholische Kapelle Maria Magdalena ist ein denkmalgeschütztes Kirchengebäude in Niederbergstraße, einem Ortsteil von Werl im Kreis Soest (Nordrhein-Westfalen).

## Geschichte und Architektur
In den zu der Zeit zum Kirchspiel Westönnen gehörenden Landgemeinde Niederbergstraße mussten die Einwohner bis 1872 zum Gottesdienst nach Westönnen laufen. Der Gemeindevorsteher, Gutsbesitzer Franz Hagen, ließ auf eigene Kosten und auf seinem Grund eine Kapelle bauen. Er wollte den Dorfbewohnern den langen Kirchweg ersparen, aber auch die Eigenständigkeit seines Dorfes betonen. Hagen erklärte am 30. September 1872 schriftlich, dass diese Kapelle von ihm und seinen Erben im Bau- und Reparaturzustande für immer erhalten werden soll. Die Kapelle wurde nach dem 6. Februar 1873 von dem Landdechanten Propst Eberhard Nübel benediziert.
Die Außenwände des verputzten Ziegelbaus sind durch Strebepfeiler gegliedert, der Architekt ist nicht überliefert. Das Schiff von drei querrechteckigen Jochen schließt mit einem querrechteckigen Chorjoch nach Osten. Später wurde nach Süden eine Sakristei angebaut. Dem Ziegeldach ist an der Westseite ein kleiner, verschieferter Dachreiter aufgesetzt. Eine umfassende Renovierung wurde von 1981 bis 1982 vorgenommen.
Die Familie Hagen übertrug das Eigentumsrecht 1926 an den St.-Josephs-Verein zu Niederbergstraße, der seitdem das Gebäude pflegt.

## Ausstattung
- Der Verein kaufte 1952 ein größeres hölzernes Wandkreuz für den vorhandenen Korpus aus den 1930er Jahren.
- Das Läutwerk wurde 1984 elektrifiziert. Die Glocke, gestimmt auf b", wurde 1700 von B. W. Stule gegossen.
- Die Schleifladenorgel aus dem 19. Jahrhundert wurde im zwanzigsten Jahrhundert von der Werler Orgelbaufirma Stockmann überholt.